# Glasparelstralen

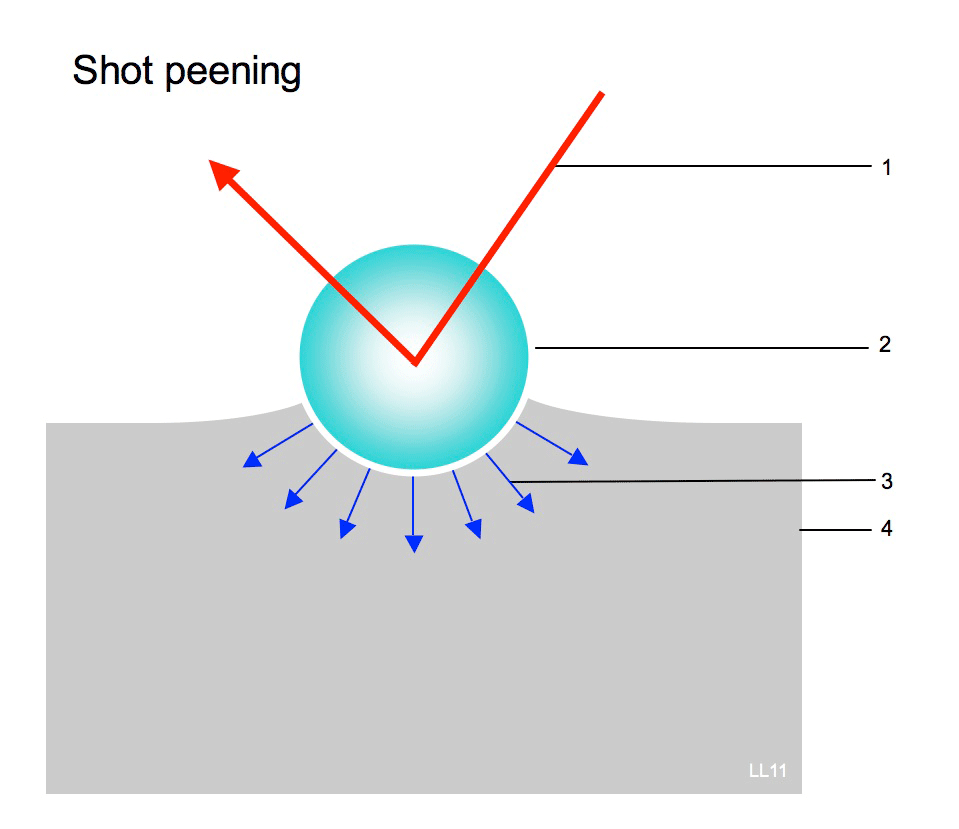
Glasparelstralen. 1 Baan van de glazen parel. 2 Parel (kogel). 3 Door het schot wordt het oppervlak verdicht. 4 Oppervlak.

Glasparelstralen of micropeenen is een bewerkingstechniek, waarbij met glazen kogels (glasparels) een oppervlak van een relatief zacht materiaal wordt bekogeld. Hierdoor worden de mechanische eigenschappen verbeterd. Wordt daarentegen gebruikgemaakt van gebroken glaskorrels, dan wordt het oppervlak ontdaan van verontreinigingen en opgeruwd. In dat geval is de bewerking gelijk aan die van zandstralen. In plaats van zand wordt dan glas gebruikt. Het is dus zeer belangrijk om bij het glasparelstralen, om het oppervlak te verbeteren, geen gebroken glazen korrels te gebruiken.

## Proces

### Verbeteren mechanische eigenschappen (glasparelstralen)
Nadat het werkstuk is ontdaan van stof en vuil, worden met behulp van perslucht glazen kogels van 500 – 5.000 µm op het oppervlak geschoten. Hierdoor ontstaat in het oppervlak een kouddeformatie (versteviging) waardoor het gladder en harder wordt. Tevens neemt hierdoor de bestendigheid tegen verschillende corrosievormen, zoals spanningscorrosie en corrosievermoeiing toe. De laagdikte waarin dit gebeurt, bedraagt ongeveer 100 – 200 µm.

### Verwijderen verontreinigingen (glasstralen)
Door onder een hoek van ongeveer 45 graden met gebroken kogels het oppervlak te beschieten worden de verontreinigingen van het oppervlak weggeschoten. De gebroken glazen kogels bezitten scherpe breukvlakken. Deze schrapen over het oppervlak en nemen op die manier het vuil mee.

## Kenmerken
Het kenmerk van het glasparelstralen is dat de ruwheid van het oppervlak vermindert. De hoogte van de toppen en de diepte van de dalen zullen na het stralen ongeveer gelijk blijven. Omdat het oppervlak echter gladder is, zal er minder vuil aan hechten. Vergeleken met een mechanisch gepolijst oppervlak blijkt dat op macroschaal de ruwheid groter is (de Ra waarde is hoger). Echter op microschaal is de ruwheid vergelijkbaar met een gepolijst oppervlak en dit is bepalend voor de aanhechting.

## Begrippen
De volgende begrippen worden gebruikt:
- Glasstralen. Hier wordt het oppervlak gestraald met (gebroken) glaskogels. Omdat de gebroken glaskogels scherpe randen hebben, wordt het oppervlak abrasief (wegslijten door mechanische beweging zoals wrijving, schrapen) gereinigd.
- Glasparelstralen. Het oppervlak wordt gehamerd met zuiver ronde glaskogels. Hierdoor worden de mechanische eigenschappen van het oppervlak verbeterd.
- Keramisch parelen. In plaats van glazen kogels worden keramische kogels gebruikt (minder stof en hardere kogels).
- Microcleanen. Het oppervlak wordt onder een hoek van 45 graden geraakt om de verontreinigingen van het oppervlak weg te schieten.
- Micropeenen. Het oppervlak wordt gehamerd met zuiver ronde glaskogels. Micropeenen is een afgeleide van shotpeenen.
- Shotpeenen. Het oppervlak wordt onder een hoek van 90 graden (loodrecht op het oppervlak) met "shot" (hagel, metaal, glasparels, RVS et cetera) beschoten om de eigenschappen van het oppervlak te verbeteren.
- Satineren. Het glanzend maken van het oppervlak.
- Steelshot. Stalen kogels die gemaakt worden door vloeibaar staal snel af te koelen in water.
- Staalstralen. Stralen met stalen kogels.
- Steel grit. Gebroken stalen kogels die vaak toegepast worden om abrasief te stralen.

## Toepassing
Glasparelstralen wordt toegepast als een voorbehandeling op het lakken van vrijwel alle non-ferro materialen. Voor roestvast staal en aluminium is het vaak de eindbewerking. Het wordt vaak toegepast bij cilinders, afsluiters en in de procesindustrie.

## Voordelen
Glasparelstralen is een relatief goedkoop en eenvoudig toe te passen proces.

## Nadelen
Als het oppervlak, voorafgaand aan het bestralen om de mechanische eigenschappen te verbeteren, niet goed is schoongemaakt, zal het vuil in het oppervlak worden opgesloten. Hierdoor ontstaat na verloop van tijd ongewenste corrosie.
Bij het toepassen van glasstralen zijn speciale voorzieningen noodzakelijk om het voor de mens schadelijke stof op te vangen.